# Арт Джексон
Арт Джексон (англ. Art Jackson; 15 грудня 1915, Торонто — 15 травня 1971, Сент-Кетерінс) — канадський хокеїст, що грав на позиції центрального нападника.

## Ігрова кар'єра
Професійну хокейну кар'єру розпочав 1934 року.
Протягом професійної клубної ігрової кар'єри, що тривала 12 років, захищав кольори команд «Торонто Мейпл-Ліфс», «Бостон Брюїнс» та «Нью-Йорк Амеріканс».